# Neobathiea
Neobathiea,  es un género de orquídeas. Es originario de las Comoras y Madagascar.

## Taxonomía
El género fue descrito por Rudolf Schlechter y publicado en Repertorium Specierum Novarum Regni Vegetabilis, Beihefte 33: 369. 1925.

## Especies deNeobathiea
- Neobathiea comet-halei Hermans & P.J.Cribb
- Neobathiea grandidierana (Rchb.f.) Garay
- Neobathiea hirtula H.Perrier
- Neobathiea keraudrenae Toill.-Gen. & Bosser
- Neobathiea perrieri (Schltr.) Schltr.
- Neobathiea spatulata H.Perrier